# 狭山ゴルフ・クラブ
狭山ゴルフ・クラブ（さやまゴルフ・クラブ）は、埼玉県入間市下谷ヶ貫に広がるゴルフ場である。

## 概要
狭山ゴルフ・クラブは、埼玉県入間市金子の用地を日本マラソン界の浜田徳海から紹介されたことが始まりである。
1958年（昭和33年）10月28日、経営母体の「武蔵野開発株式会社」を設立、会長に日本航空株式会社の石河幹武、社長に日本ゴルフ協会の小寺酉二が就任した。コース設計は小寺酉二に依頼、小寺は米国プリンストン大学に留学し、戦後、日本ゴルフ協会の中枢で活躍、軽井沢ゴルフ倶楽部（長野県、1931年（昭和6年）開場）、嵐山カントリークラブ（埼玉県、1962年（昭和37年）開場）、相模原ゴルフクラブ（神奈川県、1955年（昭和30年）開場）などの設計を手掛けた。
1959年（昭和34年）10月25日、狭山丘陵に「狭山ゴルフ・クラブ」インコース（現・東コース）の9ホールが完成、同年11月15日、アウトコース9ホール（現・西コース）が完成し仮開場した。1961年（昭和36年）4月7日、クラブハウスが完成し開場した。1963年（昭和38年）12月、増設の9ホール（現・南コース）が完成し全27ホールとなる。
その後、コースの改造を実施、1971年（昭和46年）10月、南コースの改造を安田幸吉に依頼し実施。その後も、2グリーンに改造を竹村秀夫に依頼、1979年（昭和54年）11月、西コースを、1981年11月、東コースを、1985年（昭和60年）9月、中コース（現・南コース）を実施した。
2002年（平成14年） 4月、全コースの改修を川田太三の設計により実施し、ベントグリーンをサンドグリーンへの改造を開始し、2003年（平成15年）7月、改造工事を完了した。2015年（平成27年）3月、各コースのバンカーの改修工事をカイ・ゴールビーに依頼し工事が開始された。
日本のプロゴルフメジャー大会にして日本ゴルフ協会主催競技でもあり、日本選手権大会に相当する日本オープンゴルフ選手権競技大会の開催実績がある。

## 所在地
〒358-0041 埼玉県入間市下谷ヶ貫492番地 

## コース情報
- 開場日 - 1961年4月7日
- 設計者 - 小寺酉二、改造：竹村秀夫、川田太三、カイ・ゴールビー
- 面積 - 1,260,000m2（約38.1万坪）
- コースタイプ - 林間コース
- コース - 27ホールズ、パー108、10,365ヤード（東コース3,446ヤード、南コース3,456ヤード、西コース3,463ヤード）、コースレート 東・南コース73.4、南･西コース73.7、西･東コース73.7
- グリーン - 2グリーン、ベント（ペンクロス）
- プレースタイル - 乗用カート、キャディ付き
- 練習場 - 20打席 250ヤード
- 休場日 - 毎週月曜日、12月31日、1月1日[4]

## クラブ情報
- ハウス面積 - 2,640m2（798.6坪）
- ハウス設計 - 田島学
- ハウス施工 - 鹿島建設株式会社[4]

## ギャラリー
- コース - 「狭山ゴルフ・クラブ」、ギャラリー
- ハウス - 「狭山ゴルフ・クラブ」、クラブライフ

## 交通アクセス
鉄道
- 西武池袋線 - 入間市駅南口よりクラブバス利用 約20分
- 東日本旅客鉄道（JR東日本）八高線 - 箱根ケ崎駅東口よりタクシー利用 約20分
- JR東日本八高線 - 金子駅よりタクシー利用（予約必要） 約5分
- JR東日本青梅線 - 小作駅北口よりタクシー利用 約20分

道路
- 圏央道 - 青梅ICより 約12分[5]

### メジャー選手権
- 2016年（平成28年） - 第81回 日本オープンゴルフ選手権競技大会開催[6]
- 2027年 - 第60回 日本女子オープンゴルフ選手権競技大会開催予定（西・東コース使用）[7]

## エピソード
- 狭山ゴルフ・クラブがある一帯は、戦時中は陸軍航空士官学校の飛行場があった所で、現在の国道16号線は緊急離着陸道路（軍事用非常道路）であった[8]。
- 狭山ゴルフ・クラブには、350坪の巨大1グリーンがあるが、小寺酉二は2グリーン邪道論を唱えて１グリーンを譲らず、前半を高麗グリーン、後半をベントグリーンというコンビネーションで妥協した[8]。
- グリーンは、2グリーンが時代の流れだったため、小寺酉二の死後、竹村秀夫の改造設計により高麗とベントの2グリーンに、さらに、川田太三の改造設計によりベント2グリーンに改造された[8]。

## 関連文献
- 『界展望』、42(11)、「笹川堯代議士の理事長就任で名門・狭山ゴルフクラブ会員の大困惑」、山岡俊介著、東京 財界展望新社、1998年11月、2020年8月16日閲覧
- 『近代建築』、59(10)、「作品 狭山ゴルフ・クラブ クラブハウス」、東京 近代建築社、2005年10月、2020年8月16日閲覧
- 『ゴルフ場ガイド 東版』2006-2007、「狭山ゴルフ・クラブ（）」、東京 ゴルフダイジェスト社、2006年5月、2020年8月16日閲覧
- 『美しい日本のゴルフコース BEAUTIFUL GOLF CULTURE IN JAPAN 日本のゴルフ110年記念 ゴルフは日本の新しい伝統文化である』、ゴルフダイジェスト社「美しい日本のゴルフコース」編纂委員会編、「狭山ゴルフ・クラブ」、東京 ゴルフダイジェスト社、2013年12月、2020年8月16日閲覧